# أبو صلبيخات (غيزانية)
أبو صلبيخات (بالفارسية: ابوسلبیخات بزرگ) هي قرية وتقع في إيران في قسم غيزانية الريفي. يقدر عدد سكانها بـ 220 نسمة بحسب إحصاء 2016.